# Paul Alexander
Paul Richard Alexander (Dallas, 30 de janeiro de 1946 – Dallas, 11 de março de 2024) foi um advogado estadunidense e um sobrevivente da poliomielite. Ele foi uma das últimas pessoas a viver em um pulmão de aço após ter contraído poliomielite aos seis anos de idade.

## Biografia

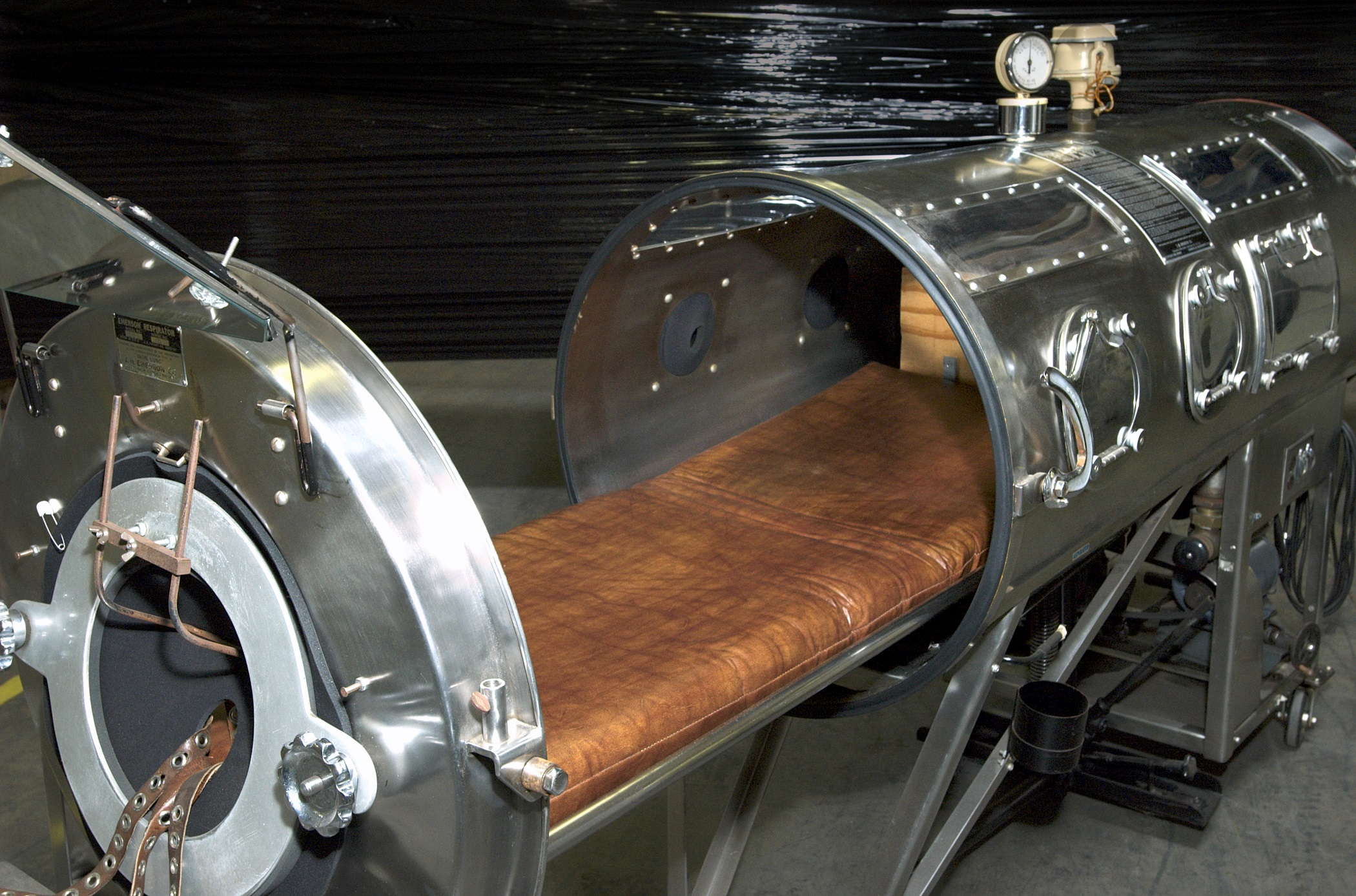
Pulmão de aço.

Durante um grave surto de poliomielite nos Estados Unidos, centenas de crianças contaminadas na área de Dallas, incluindo Paul, foram levadas ao Parkland Hospital. Ali, Paul quase faleceu por falta de ar, mas um dos funcionários notou a sua incapacidade de respirar e o conduziu para um pulmão de aço. Depois de meses, Paul conseguiu se recuperar da infecção inicial, mas a poliomielite o deixou completamente paralisado do pescoço para baixo. Como seu diafragma não era mais funcional, o pulmão de aço se tornou responsável por essa função. Dois anos depois, com ajuda de uma fisioterapeuta chamada Sullivan, Paul aprendeu a respiração glossofaríngea, que o deixou sair do pulmão de aço por períodos de tempo. Com 21 anos, ele se tornou a primeira pessoa a graduar no ensino médio de Dallas sem atender a classe fisicamente.

### Morte
Paul Alexander morreu aos 78 anos, um mês depois de ser hospitalizado pela COVID-19. Sua morte foi anunciada no seu GoFundMe e a causa da morte não foi anunciada.

## Livro
Paul publicou seu livro "Three Minutes for a Dog: My Life in an Iron Lung" em abril de 2020 com a ajuda de seu amigo Norman D. Brown RN. 